# 9173 Viola Castello
9173 Viola Castello este o planetă minoră (asteroid), cu un diametru de 8,207 km, din centura de asteroizi. A fost descoperită pe 4 octombrie 1989 la Observatorul La Silla de Henri Debehogne și a fost numită după Viola. 
Obiectul prezintă o orbită caracterizată de o semiaxă mare de 2,7938731 UAi, o excentricitate de 0,12, o înclinație de 8,58192 ° în raport cu ecliptica.